# 臺灣府城城垣殘蹟

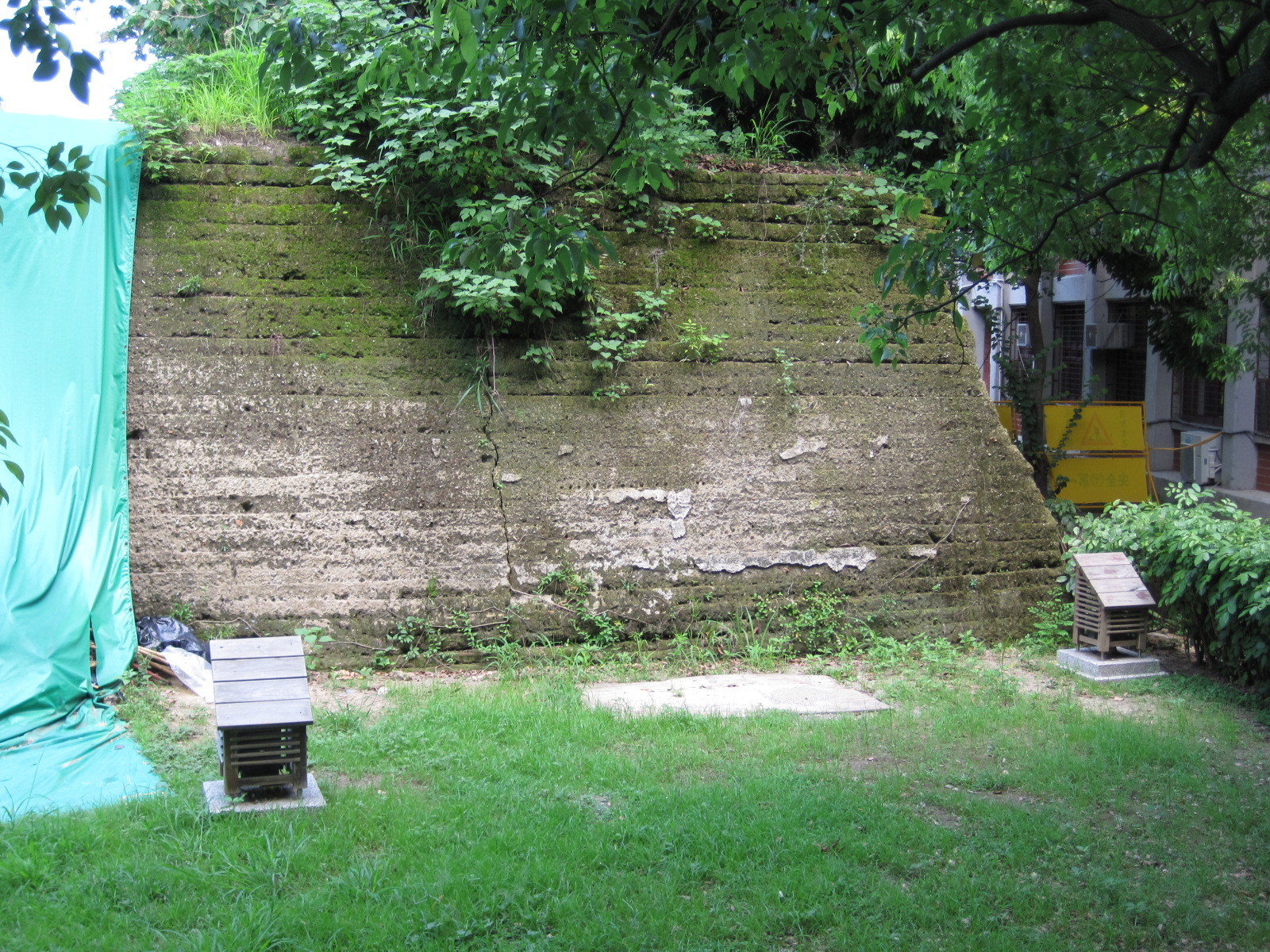
臺灣府城城垣小東門段殘蹟

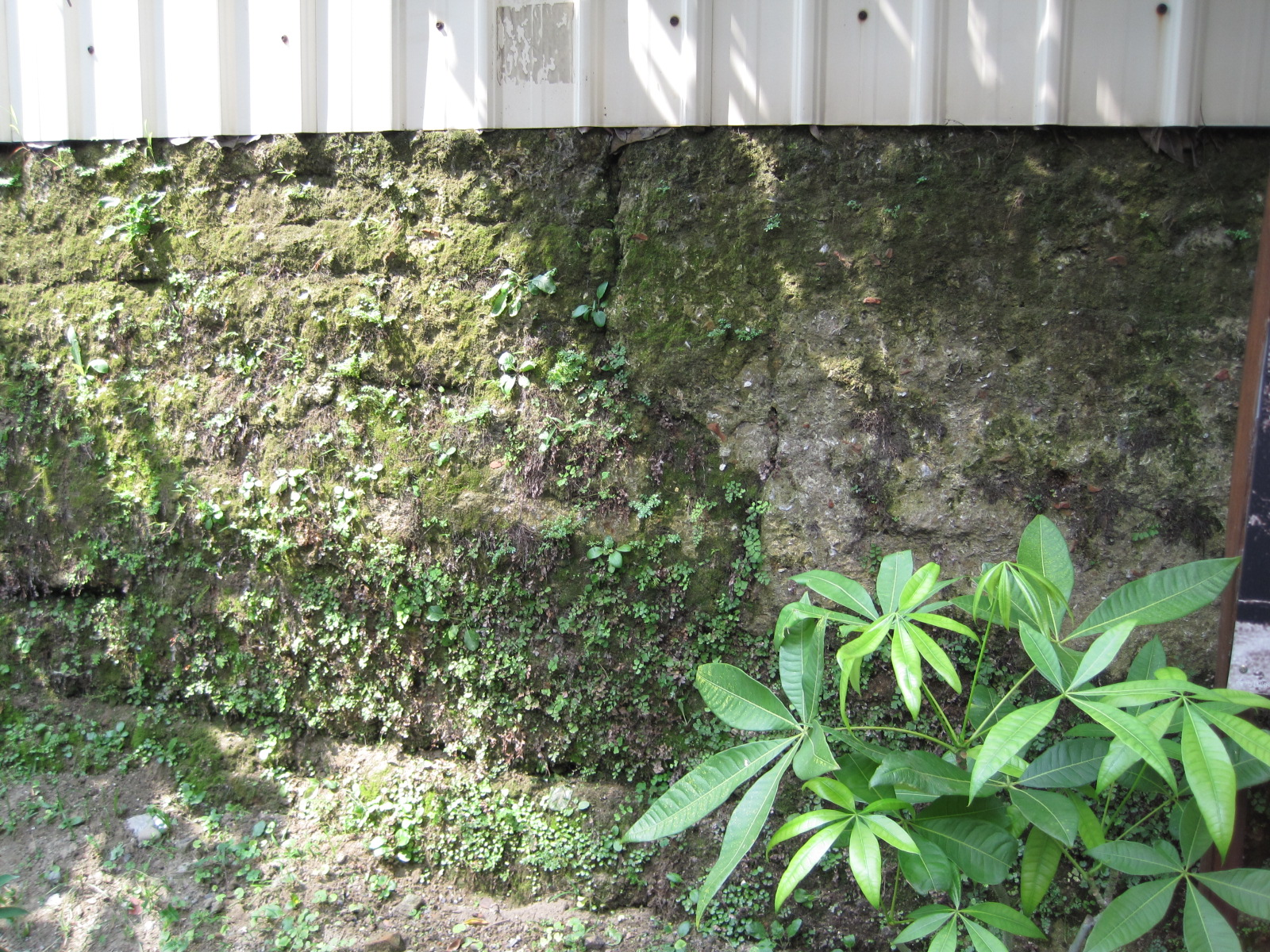
臺灣府城東門段城垣殘蹟

臺灣府城城垣殘蹟，是指建立於1788年的臺灣府城，在今日台灣臺南市所僅留部份殘蹟。其中兩段殘蹟規模較大，和另一小段殘蹟原列為市定古蹟，2020年12月底與兌悅門、大南門、大東門與巽方砲台以「台灣府城城門及城垣殘跡」通過文資審議升格為國定古蹟，後續將辦理公告。

## 臺灣府城城垣南門段殘蹟
東西向，至日治時期荒廢。臺南市政府曾多次加以整修，現在不僅是古蹟，亦作為臺南女中後牆。
此城垣原為泥土製作，但由於臺南的春夏偶有暴雨，遂再外加上三合土保護。殘跡長六十四公尺，高五公尺，清代的城牆橫跨樹林街，向東穿越至國立臺南大學附設實驗國民小學門口東側（但今日只留石碑），向西則延伸至今日建興國中南方之大南門。

## 臺灣府城城垣小東門段殘蹟
於國立成功大學內，成功大學於1982年8月6日曾拆除此段城垣約100公尺的殘蹟，以興建新教室。大致位於勝利路上，臺南一中本部升旗場保留到太平洋戰爭後也拆除，僅留群英堂旁極為零碎之殘蹟，與民房相鄰。

## 臺灣府城城垣東門段殘蹟
位於臺南市東門路一段156巷23號南側與光華街225號對面，與其他兩處的城垣殘蹟比起來較為短小。

## 其他
除了已列為古蹟的三處殘蹟之外，臺灣府城城垣尚有其他遺蹟。

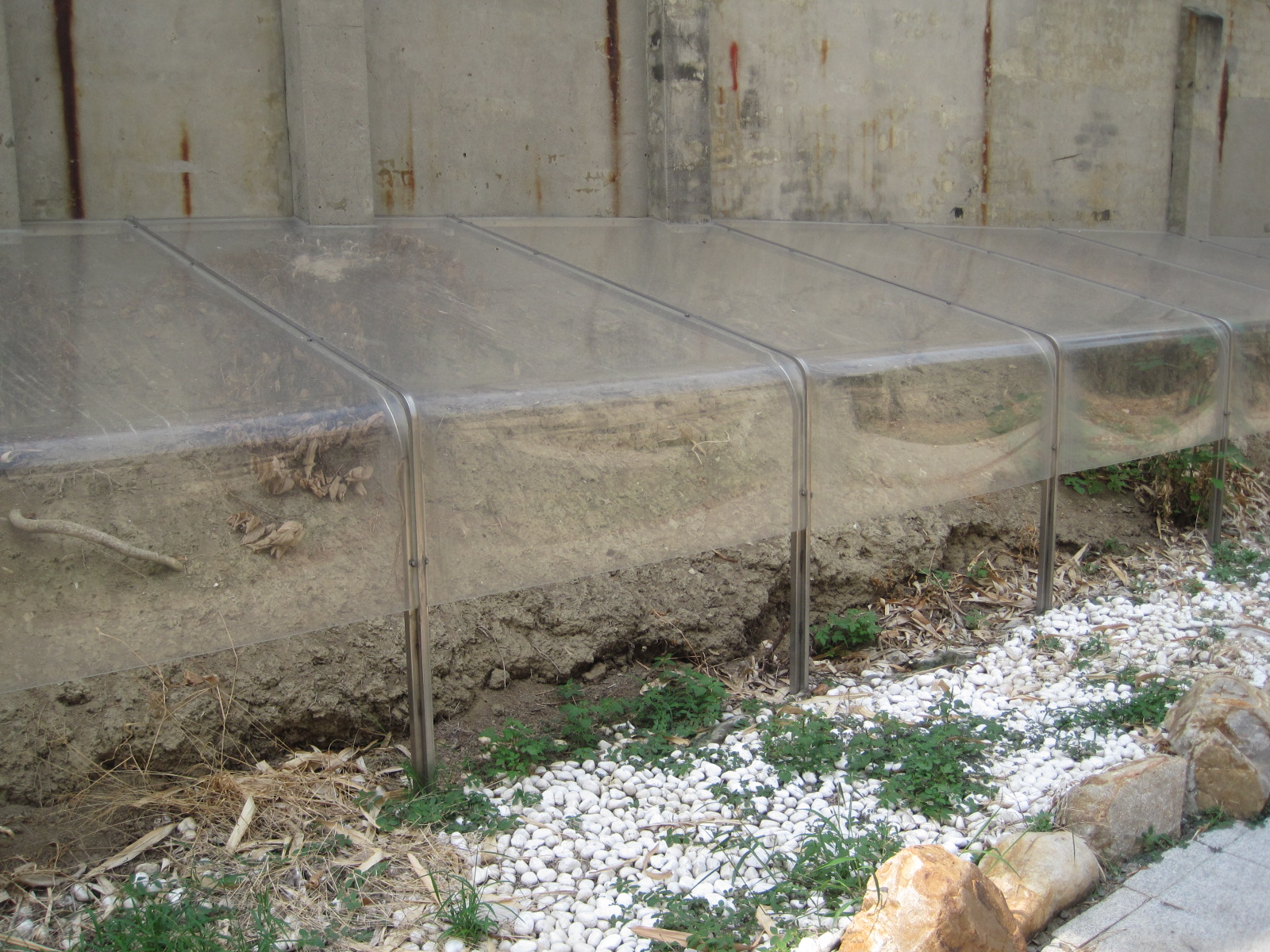
南一中校內的城垣殘蹟

## 外部連結
- 台灣府城城垣南門段殘蹟 （页面存档备份，存于）
- 清末臺灣府城四坊示意圖 （页面存档备份，存于）